# Somalische kneu
De Somalische kneu (Linaria johannis; synoniem: Carduelis johannis) is een zangvogel uit de familie van vinkachtigen (Fringillidae). De vogel werd in 1919 door de Brit Stephenson Robert Clarke geldig beschreven. Het is een bedreigde, endemische vogelsoort in Somalië.

## Kenmerken
De vogel is 12,5 tot 13,5 cm lang, ongeveer zo groot als een gewone kneu. Van boven is de vogel bleekgrijs, met zwarte vleugels en zwarte staart. Op de vleugels een witte vlek op de handpennen. De stuit is tweekleurig, van boven oranje en van onder, richting staart, wit. De borst en buik zijn ook wit, met licht roestbruine flanken.

## Verspreiding en leefgebied
De Somalische kneu is endemisch in Somaliland (Somalië) in het berggebied op hoogten tussen de 1270 en 2300 meter boven zeeniveau. De leefgebieden zijn schaars begroeide hoogvlakten met bomen uit de familie van de jeneverbes.

## Status
De Somalische kneu heeft een beperkt verspreidingsgebied en daardoor is de kans op uitsterven aanwezig. De grootte van de populatie werd in 2016 door BirdLife International geschat op 250-999 volwassen individuen en de populatie-aantallen nemen af door habitatverlies. Het leefgebied wordt plaatselijk aangetast door ontbossing. Zowel politieke instabiliteit als klimaatverandering spelen daarbij een rol. Om deze redenen staat deze soort als bedreigd op de Rode Lijst van de IUCN.